# Ernst Levin
Ernst Levin, född 31 juli 1868 i Stockholm, död 11 januari 1934 i Stockholm, var en svensk läkare med särskilt inriktning på bakteriologi, infektionsepidemiologi och produktion av antiserum.

## Biografi
Han försvarade 1897 vid Karolinska institutet sin avhandling "Om mjältbrand hos höns" och utsågs samma år till docent i bakteriologi vid Karolinska Institutet. Under åren 1893–1897 studerade Levin periodvis vid det relativt nyöppnade Pasteurinstitutet i Paris med handledning av professor Roux. Under åren 1898–1904 var han tillförordnad laborator och år 1909 tillträdde han tjänst som laborator vid Stockholms stads hälsovårdsnämnds bakteriologiska laboratorium.
Levin intresserade sig för infektionsepidemiologi och smittskydd varför han sändes ut vid tillfällen med sjukdomsutbrott som pestutbrottet i Porto i Portugal 1899 och till Kapkolonin där han vid pestsjukhuset i Maitland upprättade ett bakteriologisk laboratorium och tjänstgjorde som sjukhusets bakteriolog år 1901. År 1908 deltog han vid bekämpningen av kolerautbrottet i Sankt Petersburg.
Vid expeditioner till arktiska områden omkring år 1900 valdes ofta läkare ut med bakteriologisk kompetens för att kartlägga den mikrobiologiska floran. Levin deltog därför först som sådan i Nathorsts arktisexpedition år 1898 och sedan år 1900 i Kolthoffs. De bakteriologiska undersökningarna han svarade för under expeditionerna rörde främst de arktiska fåglarnas aeroba tarmflora, då man vid den tiden inte hade möjligheter att odla anaeroba eller mikroaerofila bakterier. Enligt tidens sed fick mer eller mindre betydande expeditionsdeltagare ge namn till geografiska platser och en udde på Björnöns (Bjørnøya) östsida fick namnet Kapp Levin.
Under åren 1909–1934 drev Levin ett företag, AB Svenska seruminstitutet och tycks där mest ha ägnat sig åt försäljning av antisera för att användas vid olika sjukdomstillstånd.
Levin var ordförande i Svenska Velocipedförbundet 1924–1925.